# Hypericum scabrum
Hypericum scabrum är en johannesörtsväxtart som beskrevs av Carl von Linné. Hypericum scabrum ingår i släktet johannesörter, och familjen johannesörtsväxter. Inga underarter finns listade i Catalogue of Life.